# BMW K 1200 LT
Die BMW K 1200 LT (für Luxus-Tourer) ist ein von 1998 bis 2009 erhältliches Touren-Motorrad von BMW, das zuerst für DM 34.400 angeboten wurde und das Modell K 1100 LT ablöste. Als Motorrad der Kategorie Supertourer wurde die K 1200 LT als Konkurrenzprodukt unter anderem zur Honda Gold Wing positioniert.

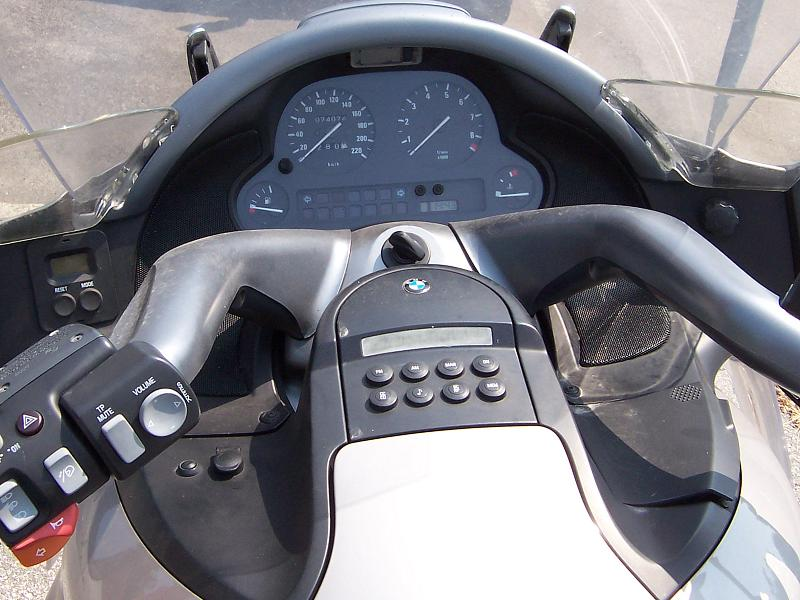
Cockpit der K 1200 LT

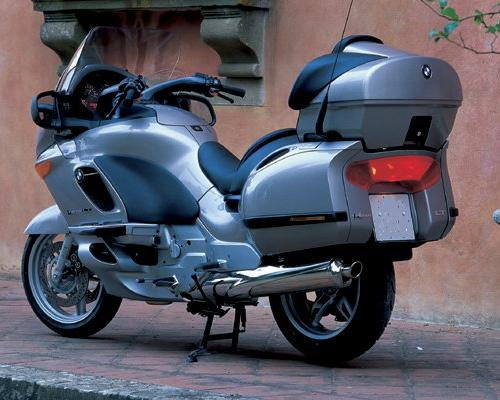
Das nicht abnehmbare Koffersystem

## Ausstattung
Die K 1200 LT war bereits in der ersten Version ab Werk Berlin-Spandau reichhaltig ausgestattet. Zur Serienausstattung gehörten zum Beispiel Tempomat, vom Anlasser aktivierte Rückwärtsfahrhilfe, Bordcomputer, Radio/Cassetten-Kombination und ein elektrisch verstellbares Windschild. Das im Gegensatz zum Vorgängermodell nicht abnehmbare Koffersystem mit Topcase und zwei Seitenkoffern hat einen Stauraum von rund 120 Litern (bei Serienausstattung, der optionale CD-Wechsler reduziert den Stauraum im rechten Koffer um einige Liter). Das Leergewicht addierte sich damit allerdings auf über 385 kg, die mögliche Zuladung liegt bei 213 kg.

## Motor
Der flüssigkeitsgekühlte Vierzylindermotor war eine Weiterentwicklung des liegend eingebauten Reihenmotors mit 1100 cm³ Hubraum aus der Vorläufermodellreihe K 1100. Dieses Triebwerk war schon 1996 für die K 1200 RS auf 1200 cm³ erweitert und modifiziert worden; die Nennleistung stieg auf 130 PS. Für die LT-Version wurde der Motor jedoch auf eine breitere, nutzbare Drehmoment-Spanne (über 90 Nm knapp über Leerlaufdrehzahl und 115 Nm maximales Drehmoment bei 4750/min) und eine reduzierte Spitzenleistung von versicherungsgünstigen 98 PS getrimmt. Statt eines Chokes wie beim Vorgängermodell wurde eine Kaltstartautomatik mit elektronisch gesteuertem Drosselklappensteller eingebaut; ein geregelter Drei-Wege-Katalysator war von Anfang an Serienausstattung (bei der K 1100 LT anfangs nur auf Wunsch). Das Getriebe hat fünf Gänge, von denen der letzte als Overdrive ausgelegt ist. Die Motorkühlung erfolgt über zwei mit Ventilatoren unterstützte Radiatoren.

## Fahrwerk, Bremsen
Das Fahrwerk baut auf einem sehr stabilen Aluminiumgussrahmen auf, wobei der Motor kein tragendes Element ist, um Vibrationen zu vermeiden. Bis auf die hintere Paralever-Kardanwellenschwinge hat es mit dem des Vorgängermodells kaum etwas gemeinsam. Die Telelever-Schwinge vorn unterscheidet sich völlig von der bis dahin verwendeten konventionellen Teleskopgabel-Aufhängung. Fahrwerk und Fahrwerksgeometrie sorgen trotz des hohen Fahrzeuggewichts für eine gute Beherrschbarkeit und eine klassenuntypisch „leichte“ Handhabung. Verkleidung, Kraftstofftank, Sitze, Koffer und Auspuffanlage sind in die Karosserie integriert.
Am Vorderrad verzögert eine Doppelscheibenbremse mit 305 mm Durchmesser und 4-Kolben-Bremszangen, hinten eine schwimmend gelagerte Bremsscheibe mit 285 mm Durchmesser. Das Antiblockiersystem in der weiterentwickelten zweiten Version benötigt hohe Handkräfte, deshalb wurde im Herbst 2000 das bremskraftunterstützte Integral-ABS von FTE automotive als Vollintegralversion in die Serie übernommen. Dieses System wurde auch nach August 2006 bei der K 1200 LT eingebaut und nicht das zu dieser Zeit neue Integral-ABS von Continental-Teves, das seither in allen anderen BMW-Motorrädern der K- und R-Reihe (bis auf R 1200 S) verwendet wird.

## Elektrische Anlage
Die Starterbatterie hat eine Kapazität von 19 Ah und versorgt den elektrischen Anlasser. Der Drehstromgenerator der Lichtmaschine erzeugt eine elektrische Leistung von 700 Watt. Die Rückfahrhilfe wird durch den Anlasser angetrieben und hat einen Gang, der den Anlasser mit der Antriebswelle verbindet. Die Motorsteuerung erfolgt durch eine Motronic MA 2.4 mit Kennfeldsteuerung.

## Facelift
Im Modelljahr 2004 wurde ein überarbeitetes Modell vorgestellt. Wichtigste Neuerungen waren ein leistungsstärkerer Motor mit 85 kW (116 PS) und einem maximalen Drehmoment von 120 Nm, ein elektro-hydraulisch ausfahrbarer Hauptständer, ein neues Federelement der Hinterradführung mit wegabhängiger Dämpfung und wahlweise Xenonlicht. Der Grundpreis lag im August 2006 bei 20.500 Euro.